# Víctor Luna
Víctor Emilio Luna Gómez (* 27. Oktober 1959 in Medellín; † 28. Januar 2024 ebenda) war ein kolumbianischer Fußballspieler und -trainer.

## Sportlicher Werdegang
Luna Gomez begann seine Karriere bei Atlético Nacional, 1978 debütierte er für den Klub aus seiner Geburtsstadt im Erwachsenenbereich. 1981 gewann der Abwehrspieler mit dem Klub die Meisterschaft in der Categoría Primera A, zwei Jahre später debütierte er in der kolumbianischen Nationalmannschaft und gehörte zum Kader bei der Copa América 1983. Bis 1985 bestritt er insgesamt 21 Länderspiele und blieb dabei ohne eigenen Torerfolg. 1986 wechselte er zu América de Cali, wo er bis zu seinem Karriereende 1990 spielte. Mit dem Klub gewann er zweimal den Meistertitel, bei der Copa Libertadores 1986 (gegen River Plate) und der Copa Libertadores 1987 (gegen Club Atlético Peñarol) erreichte er zudem zweimal das erfolglos bestrittene Endspiel um die Copa Libertadores.
Ab 1992 war Luna Gomez für verschiedene Klubs als Trainer tätig. Mehrfach trainierte er dabei Independiente Medellín, zudem war er unter anderem bei Barcelona Sporting Club und CSD Macará tätig.